# هيو ديفيدسون (لاعب كريكت)
هيو ديفيدسون (17 مايو 1907 - 22 أبريل 1960) (بالإنجليزية: Hugh Davidson)‏ هو لاعب كريكت أسترالي.

## وصلات خارجية
- هيو ديفيدسون (لاعب كريكت) على موقع إي آس بي آن كريك إنفو (الإنجليزية)